# 리드 칼리지
리드 칼리지(영어: Reed College)는 오리건주 포틀랜드에 있는 사립 리버럴 아츠 칼리지이다. 학문적인 엄격함과 신입생들의 의무 인문학 수업 및 4학년 학생들의 졸업 논문 제도, 높은 대학원 진학률로 알려져 있다. 수백 명의 풀브라이드 장학생과 32명의 로즈 장학생을 배출했는데 이는 리버럴 아츠 칼리지 가운데 2위에 해당하며, 박사 학위를 취득하는 학생들을 가장 많이 배출한 미국의 대학 가운데 4위를 기록했다.

## 역사
리드 칼리지는 1908년에 세워졌으며 1911년부터 수업을 시작했다. 학교의 이름은 컬럼비아강의 무역업자였던 시메온 가넷 리드로부터 따왔다. 시메온 가넷 리드가 자신의 유산을 포틀랜드 시민들의 교육과 문화발전, 나아가 시민들의 행복한 삶을 위해 쓸 것을 그의 아내인 아만다 리드에게 유언으로 남겼고, 리드 부부를 교회 성가대에서부터 알고 있던 유니테리언주의 목사 토머스 램 엘리어트가 학교를 세웠다. 1910년부터 1919년까지 초대 총장을 지낸 윌리엄 트루펀트 포스터는 메인주의 베이츠 칼리지와 보든 칼리지에서 교수직을 지냈었다.

## 교육
리드 칼리지의 신입생들은 반드시 서양고전학 입문인 인문학 수업을 들어야 한다. 또한 모든 학생들은 3학년 때 논문 자격시험에 붙고 4학년 때 졸업을 위해 2학기동안 교수들의 지도 아래에 연구를 진행해야 한다. 학생들은 졸업논문을 완성한 뒤에 논문 주제뿐만 아니라 이전에 들었던 수업 내용들도 포함하는 구술 시험을 통과해야 한다. 학생 대 교수 비율은 9:1이며 토론식 수업을 강조한다. 애플사의 CEO 스티브 잡스는 리드 칼리지에서 철학을 수학하다 중퇴하기도 했다.
1995년에 리드 칼리지는 미국의 고등 교육 기관 가운데 처음으로 《U.S. 뉴스 & 월드 리포트》에서 발표하는 대학 순위에 참가하지 않겠다고 밝혔다. 리드 칼리지의 입학처에 따르면 《U.S. 뉴스 & 월드 리포트》의 대학 순위에 참가하지 않는 것은 1994년에 《월스트리트 저널》에서 대학들이 높은 순위를 얻고자 자료들을 조작한 사실이 드러난 것에 뿌리를 두고 있다고 밝혔다. 2016년에 《U.S. 뉴스 & 월드 리포트》의 리버럴 아츠 칼리지 순위에서 공동 93위를 기록했으나 리드 칼리지는 이에 관해 비판적인 의견을 냈다. 2016년 미국 경제주간지 《포브스》가 내놓는 미국 대학 순위에서는 52위를 기록했고 2006년 《뉴스위크》 선정한 뉴 아이비 목록에 들었다.
2020년 졸업예정으로 입학하는 신입생(Class of 2020)의 경우 5,705명이 지원했고 31%의 합격률을 기록했다.